# Fort Morgan (Colorado)
Pour les articles homonymes, voir Fort Morgan.
La ville de Fort Morgan est le siège du comté de Morgan, situé dans le Colorado, aux États-Unis.
Selon le recensement de 2010, Fort Morgan compte 11 315 habitants. La municipalité s'étend sur 3,99 milles carrés (10,33 km2).
D'abord appelé Camp Tyler ou Camp Wardell, le site prend par la suite le nom du colonel Christopher A. Morgan.

## Démographie
| 1890 | 1900 | 1910  | 1920  | 1930  | 1940  |
| ---- | ---- | ----- | ----- | ----- | ----- |
| 488  | 634  | 2 800 | 3 818 | 4 423 | 4 884 |

| 1950  | 1960  | 1970  | 1980  | 1990  | 2000   |
| ----- | ----- | ----- | ----- | ----- | ------ |
| 5 315 | 7 379 | 7 594 | 8 768 | 9 068 | 11 034 |

| 2010   | - | - | - | - | - |
| ------ | - | - | - | - | - |
| 11 315 | - | - | - | - | - |